# Венгерская медицинская бригада в КНДР
Венгерская медицинская бригада в КНДР — венгерский добровольческий санитарно-медицинский отряд, действовавший в период корейской войны 1950—1953 гг. на территории КНДР.

## История
Решение о отправке полевого госпиталя в КНДР и сбора пожертвований на его оснащение было принято в июне 1950 года, за два следующих дня в стране было собрано 1,2 млн. форинтов. В конце июля 1950 года из Будапешта в КНДР на самолёте вылетела первая медицинская бригада. К концу 1950 года из Венгерской Народной Республики в КНДР прибыли 180 человек медицинского персонала, оборудование для 10 операционных, три рентгеновских аппарата, один комплект аппаратуры для электролечения, 40 тысяч одеял, больничная одежда для пациентов, а также оснащение для кухонь и столовых.
В 1951 году из ВНР в КНДР были поставлены 16 вагонов медикаментов, 300 больничных кроватей, 50 тыс. метров хлопчатобумажной ткани, 1500 тюков шерстяных тканей. Кроме того, ВНР предоставила КНДР гуманитарную и материальную помощь — до сентября 1952 года в страну прибыли 67 вагонов продовольственных и промышленных товаров.
В августе 1952 года в Пхеньяне прошла первая конференция военных хирургов КНА, в которой приняли участие венгерские медицинские специалисты.